# Butte Bergeyre
Pour les articles homonymes, voir Bergeyre.
Ne doit pas être confondu avec Rue Bergère.
La butte Bergeyre est un micro-quartier du 19e arrondissement de Paris, en France, situé à l'ouest du parc des Buttes-Chaumont sur le territoire de l'ancienne commune de Belleville.

## Situation et accès

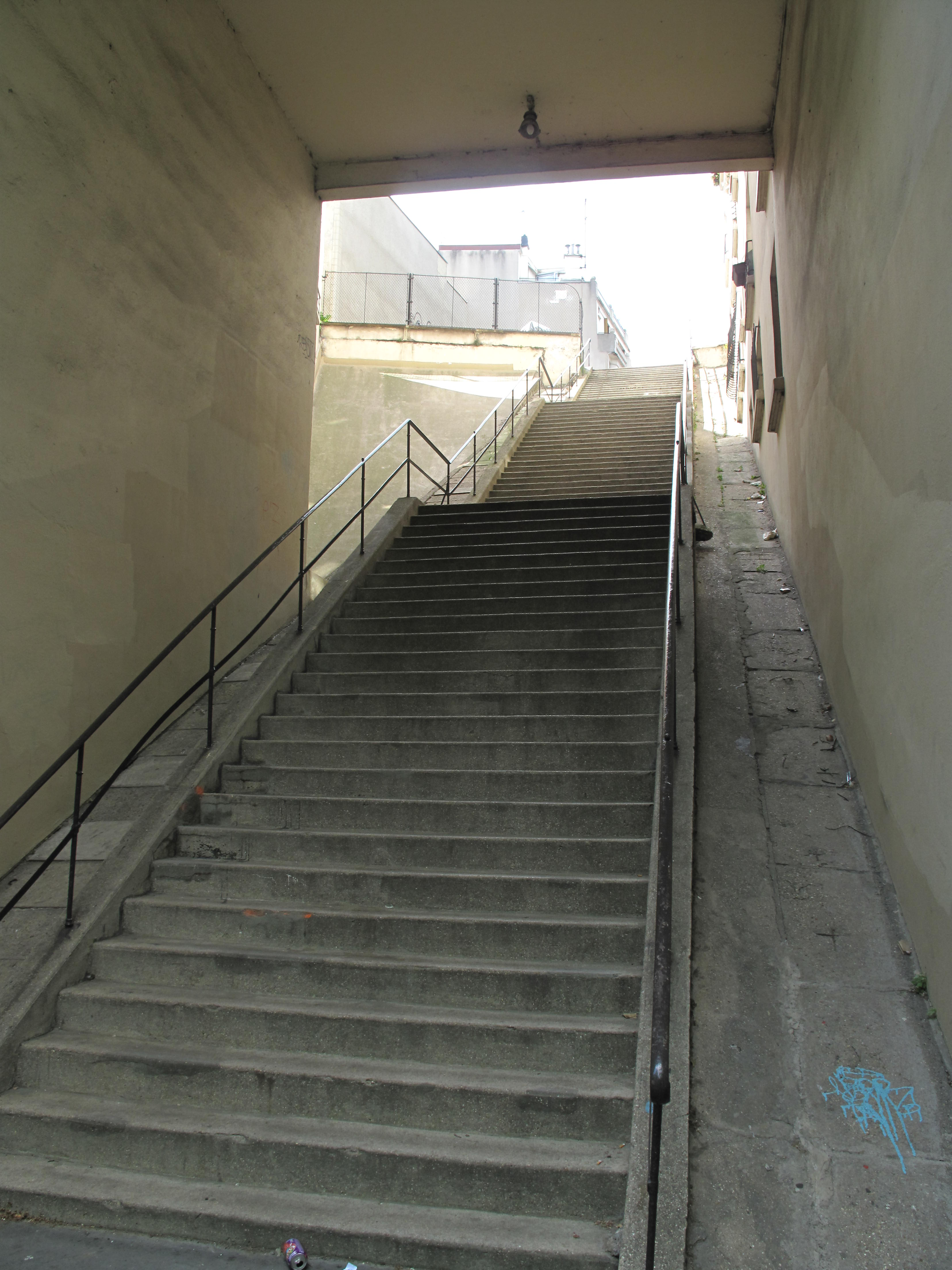
Un escalier d'accès, côté rue Manin.

Proche de la place du Colonel-Fabien, la butte Bergeyre est une des collines de Paris, culminant à une centaine de mètres d'altitude. Elle abrite également un espace vert, le jardin de la butte Bergeyre, comprenant un jardin partagé ainsi qu'un petit vignoble, le « clos des Chaufourniers », et forme un triangle approximatif, délimité en contrebas par l'avenue Simon-Bolivar au sud, l'avenue Mathurin-Moreau au nord et la rue Manin à l'est.
Le site est relativement isolé : une seule rue y mène, la rue Georges-Lardennois, ainsi que trois escaliers : le premier, à l'ouest, intitulé rue Michel-Tagrine, coupe la boucle principale de la rue Georges-Lardennois ; le deuxième relie l'extrémité sud-est de cette rue à l'avenue Simon-Bolivar en contrebas et le troisième, à l'est, relie la rue Manin à la rue Barrelet-de-Ricou. Ils sont de hauteur comparable à celle de l'escalier de la rue Michel-Tagrine.
Son sommet se situe à l'intérieur de l'ovale formé par les rues Georges-Lardennois, Philippe-Hecht et Barrelet-de-Ricou sur 120 m. de long et 60 m. de large environ et est également parcouru par deux petites rues : la rue Rémy-de-Gourmont et la rue Edgar-Poe.
Desservie par ces voies pavées, la butte est lotie d'immeubles d'habitations. Sur le côté sud, certains reposent à la fois sur sa base et son sommet. Par contre, sur sa partie ouest, la butte offre un panorama dégagé vers le reste de Paris, en direction de Montmartre et du Sacré-Cœur.

Plan montrant la localisation de la butte Bergeyre.

Escaliers menant à la butte
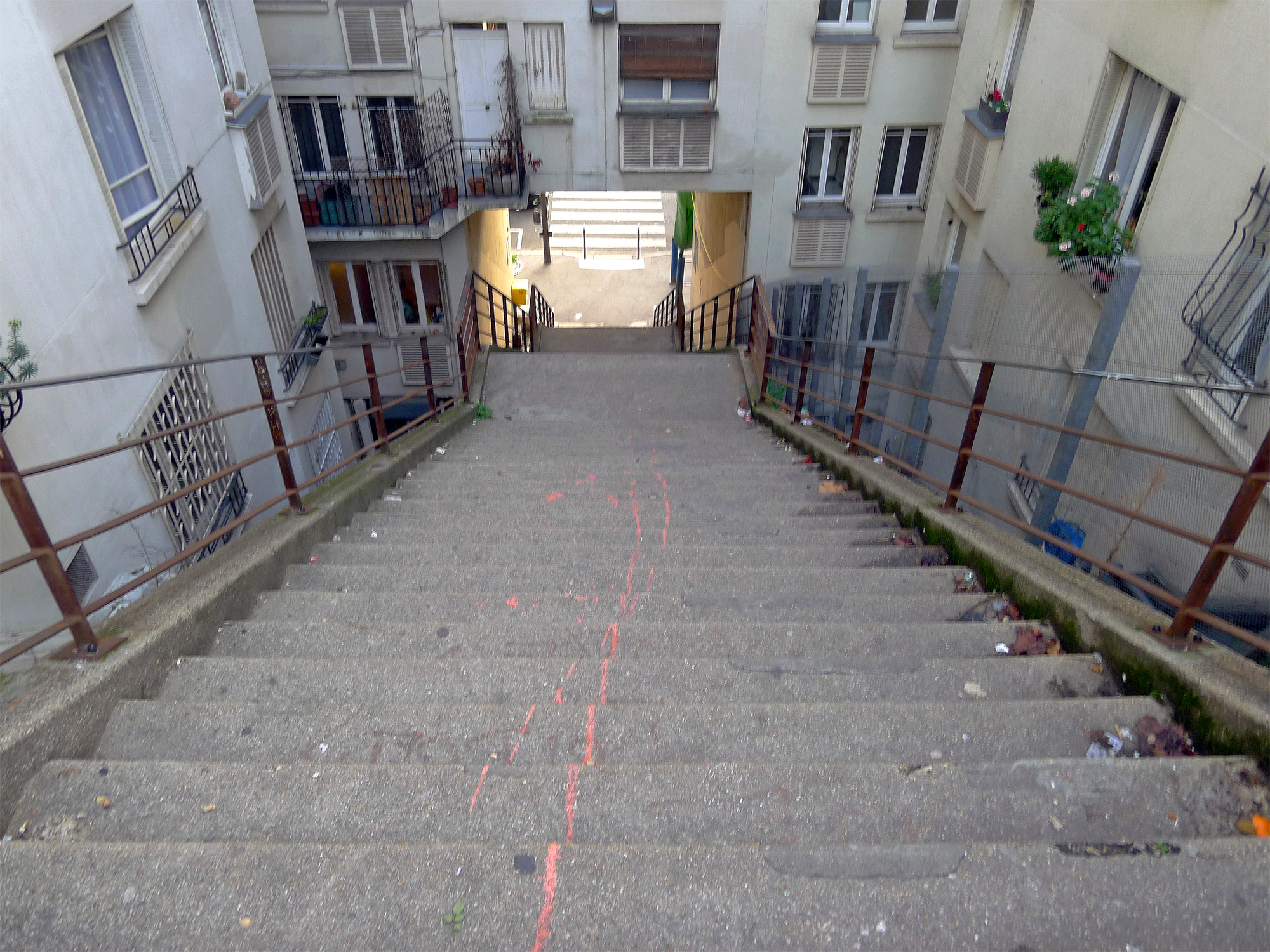
Escalier de l'avenue Simon-Bolivar.
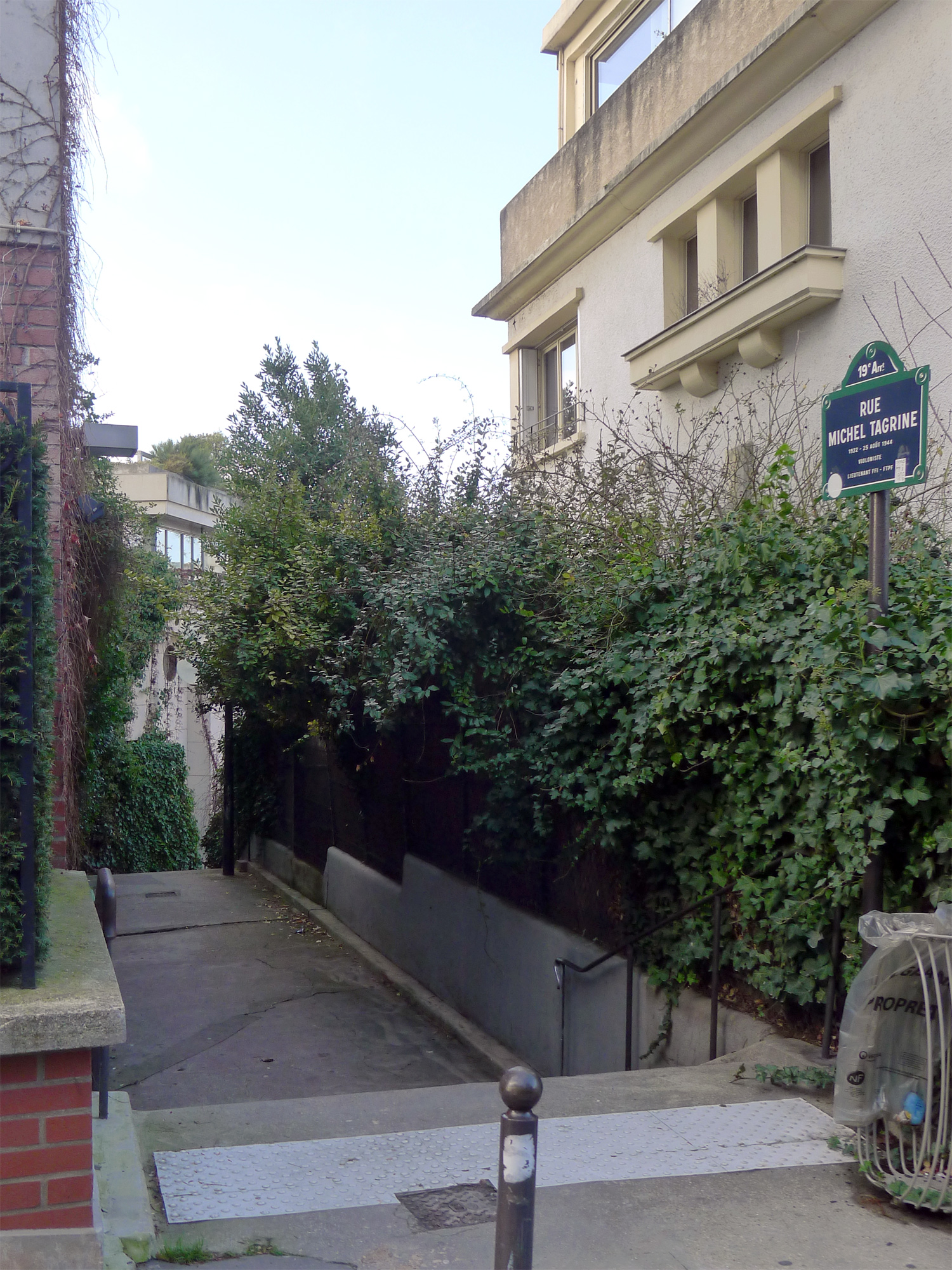
Escalier de la rue Michel-Tagrine.
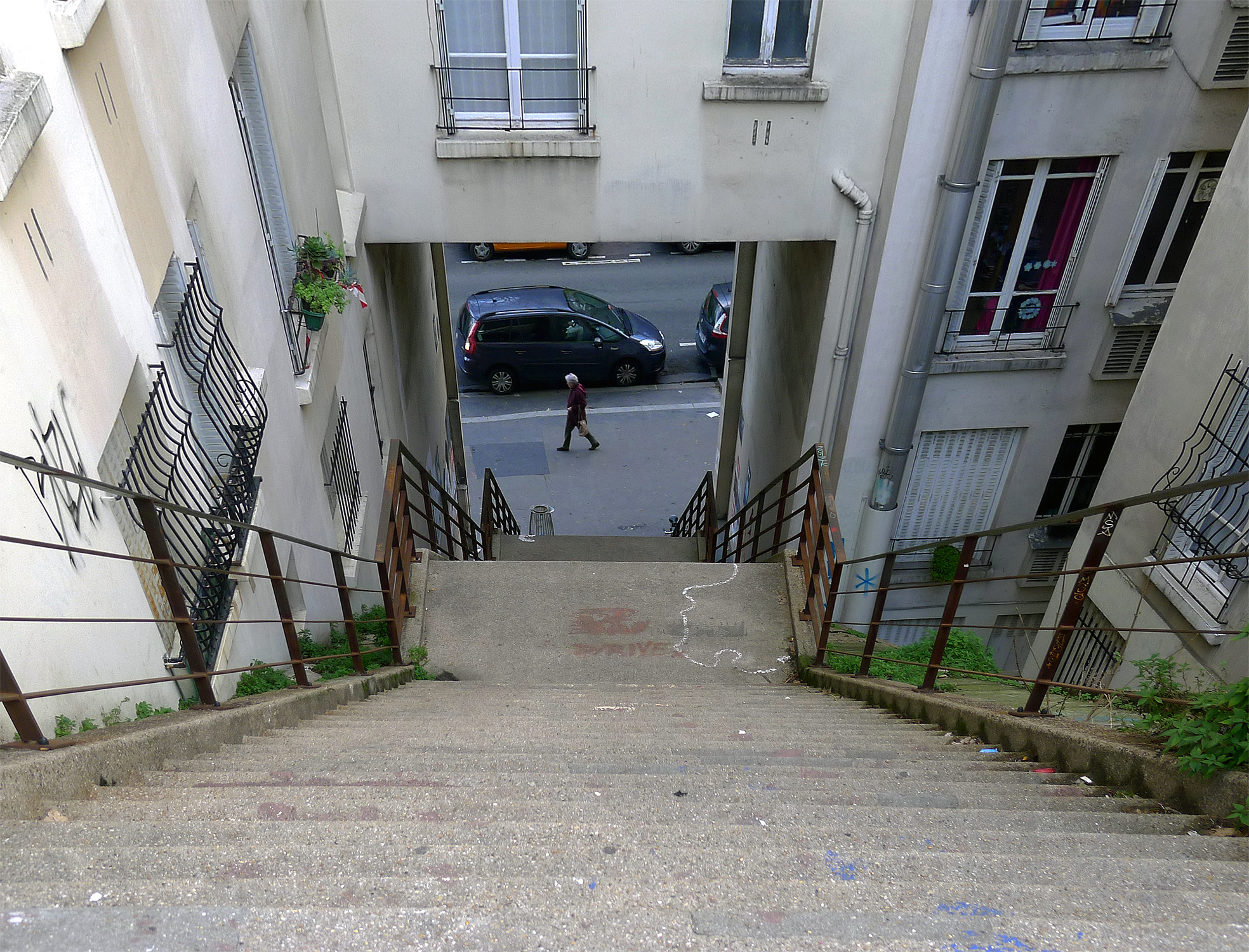
Escalier de la rue Manin.

Rues internes
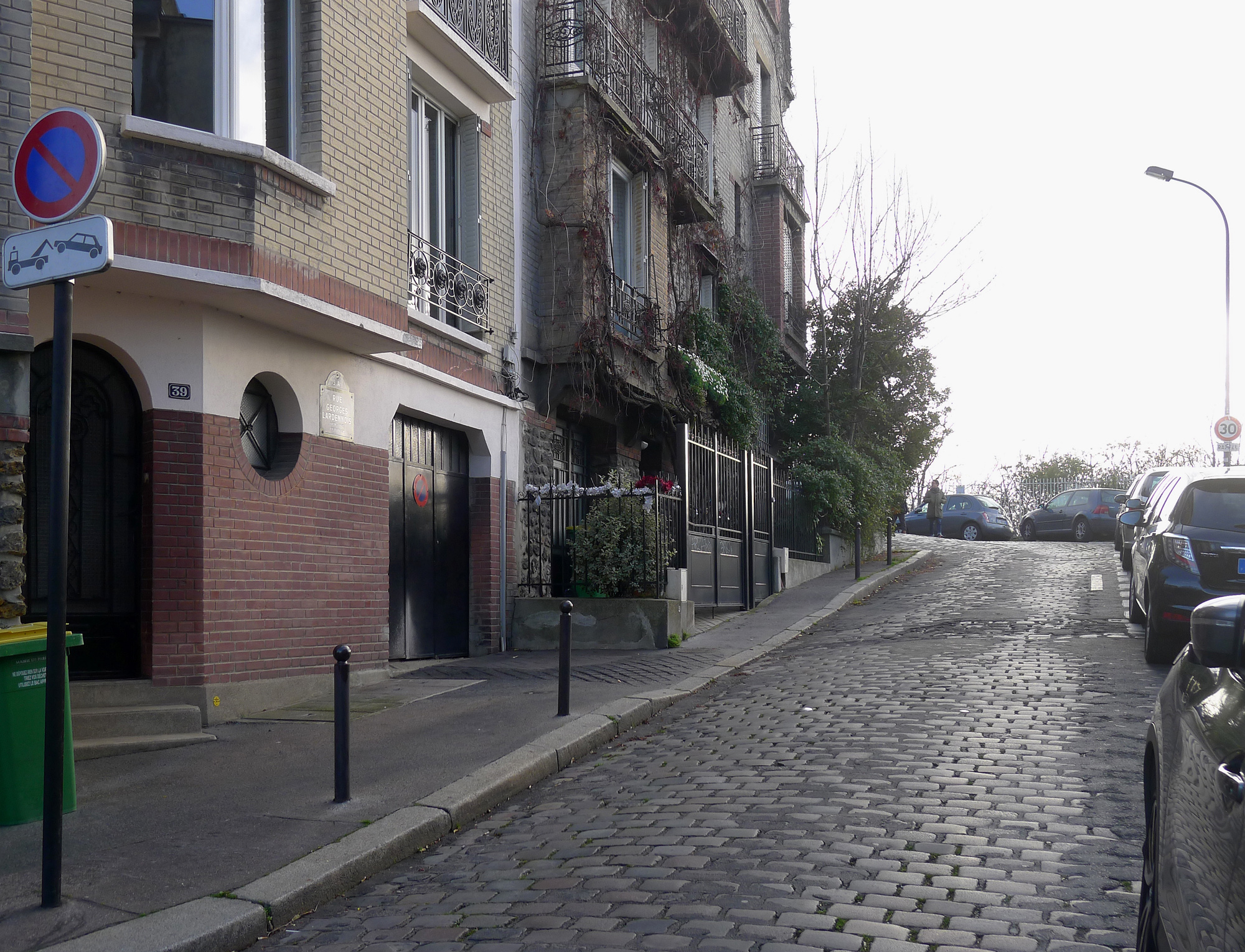
Rue Georges-Lardennois.
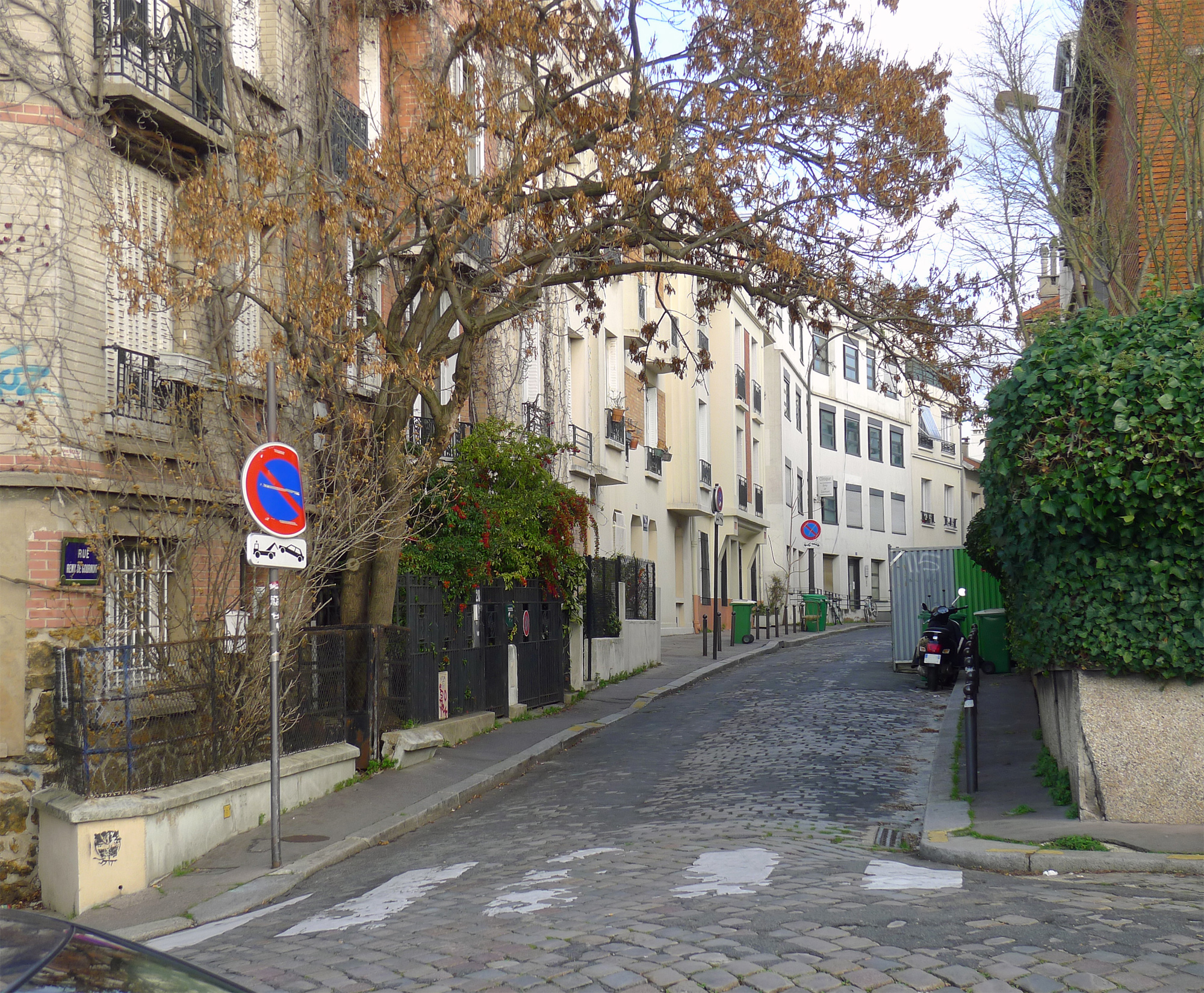
Rue Rémy-de-Gourmont.
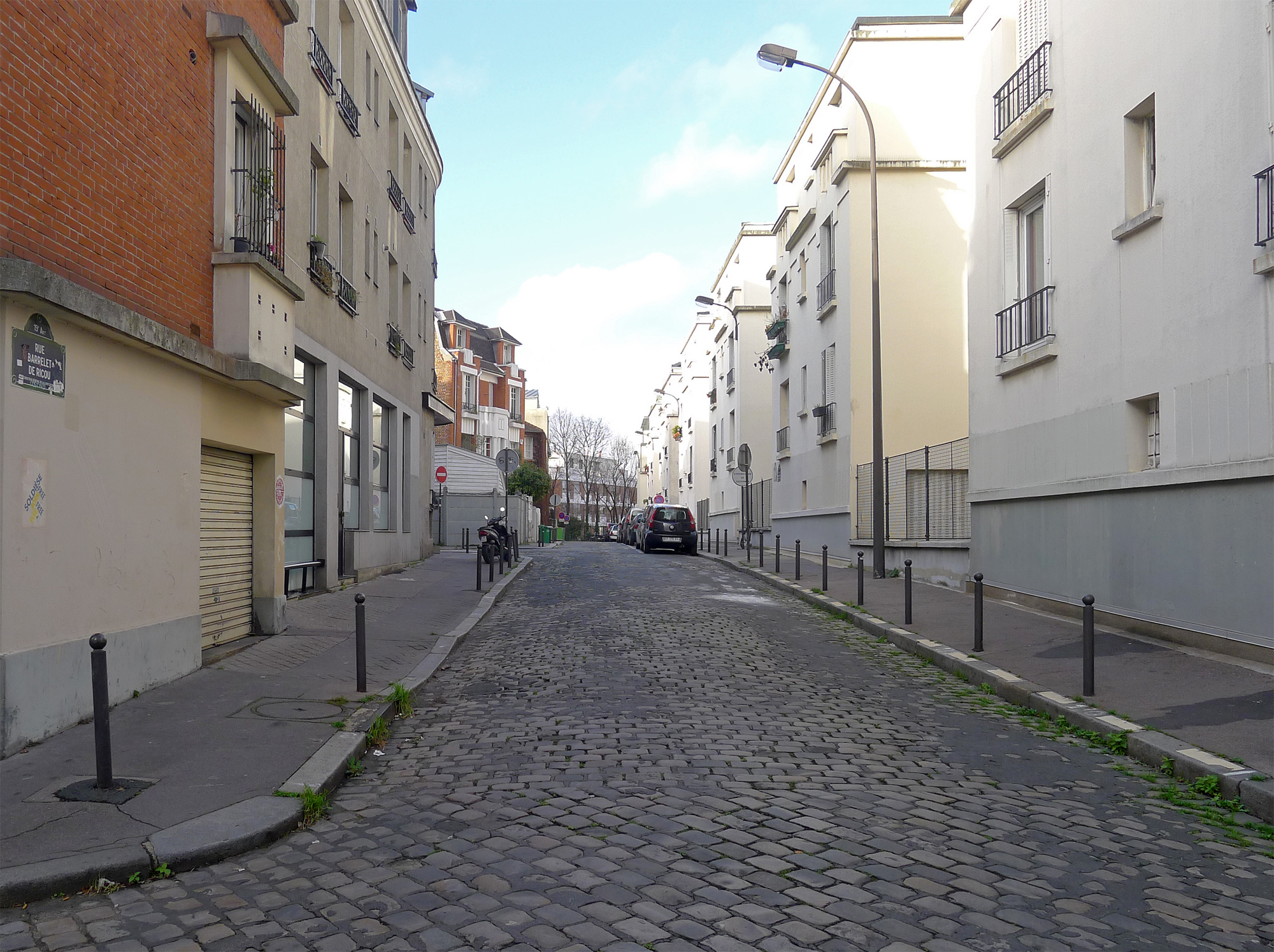
Rue Barrelet-de-Ricou.

## Le jardin de la Butte-Bergeyre

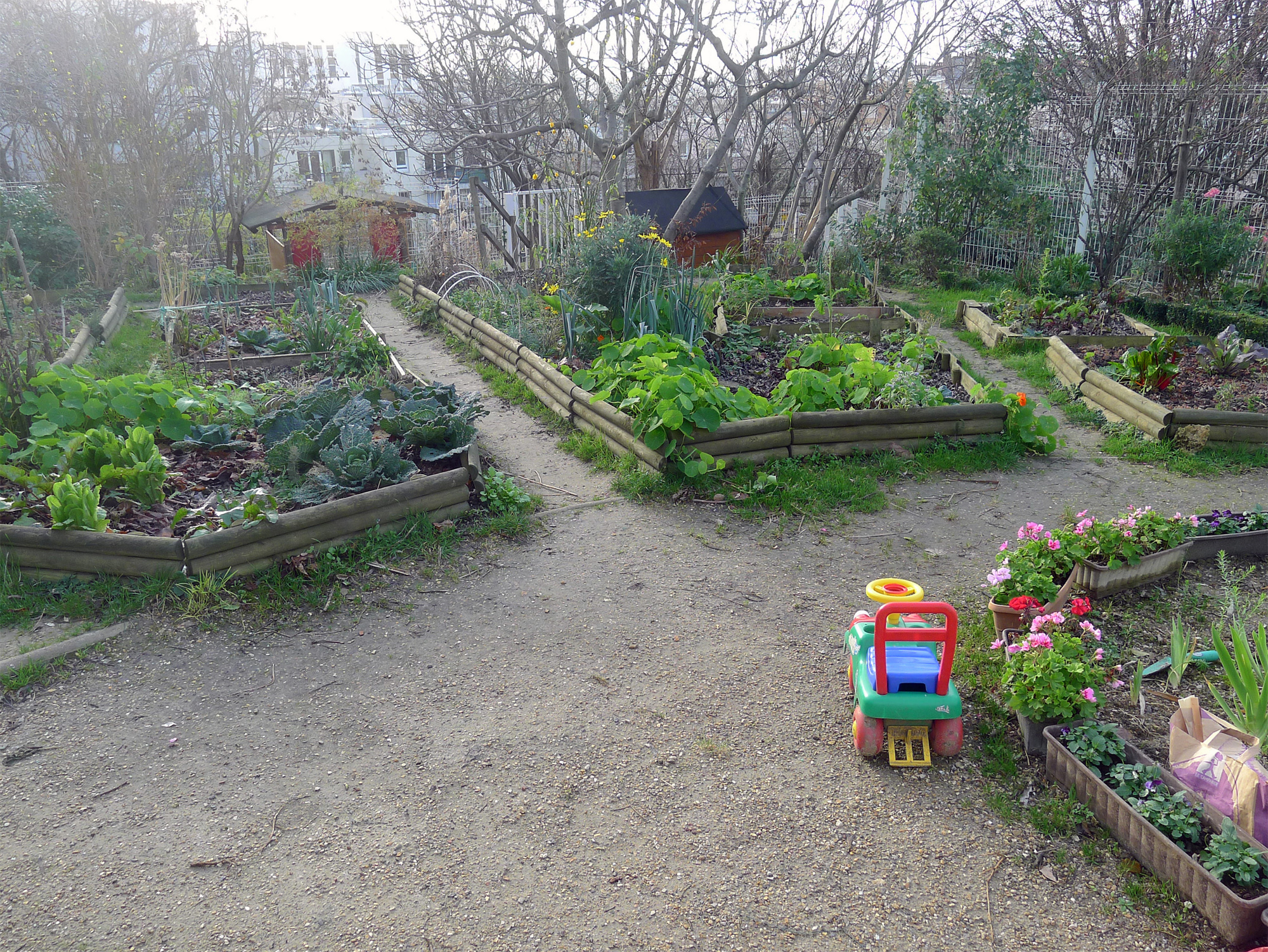
Le jardin partagé est ouvert à tous.

Sur sa partie supérieure, la butte abrite également un espace vert, le jardin de la Butte-Bergeyre, qui descend vers la rue des Chaufourniers. Il comprend un jardin partagé composé de plusieurs espèces d’arbres, de plantes, de fleurs et de plantes aromatiques ainsi qu'un petit vignoble, le « clos des Chaufourniers », planté en pinot noir et produisant 100 litres de vin par an.

## La villa Zilveli

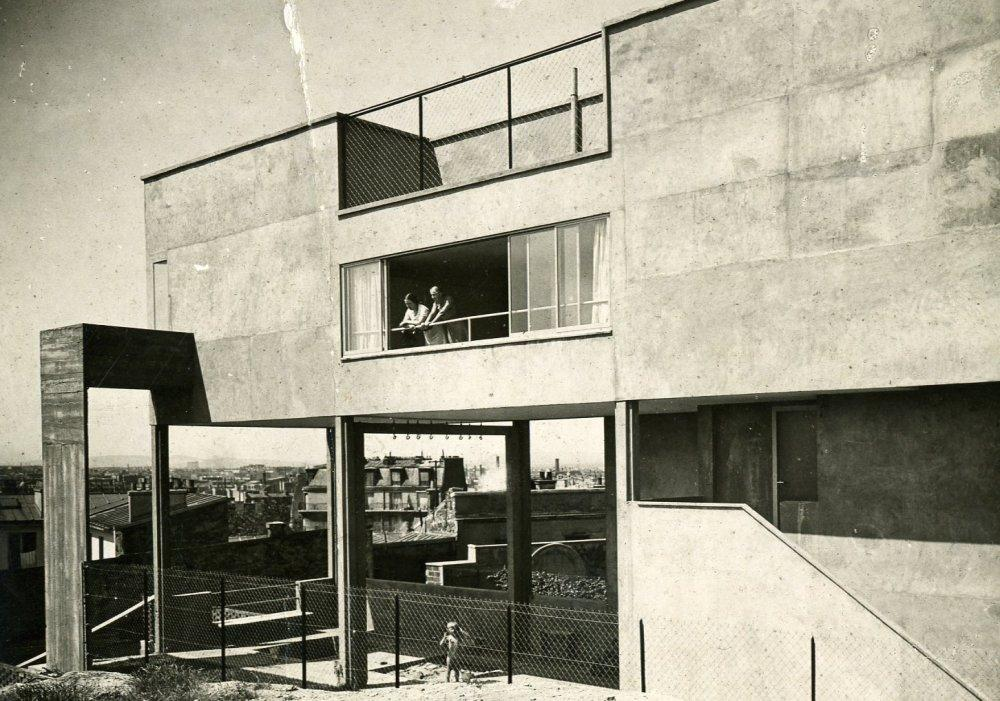
La villa Zilveli en 1933, année de sa construction.

La villa Zilveli, édifiée en 1933 par l’architecte Jean Welz et aujourd'hui détruite, était un exemple emblématique de l’architecture moderniste. Située au no 70 de la rue Georges-Lardennois, cette maison étroite et allongée, reposant sur des pilotis en béton armé, offrait des vues panoramiques sur le Sacré-Cœur et la tour Eiffel grâce à ses grandes baies vitrées. Commandée par Athanase Zilveli, un ingénieur et comptable grec né en Turquie, elle a été abandonnée pendant une décennie, suscitant des inquiétudes quant à sa préservation.
En 2019, l’artiste Jean-Paul Goude acquiert la villa, mais faute de pouvoir la restaurer, la fait détruire en 2022 avec l'intention de la reconstruire à l’identique,,.
Finalement, en 2024, à l'âge de 85 ans, il renonce au projet et met en vente le terrain avec un permis de construire et un projet de reconstruction fidèle à l’original.
| Image externe |                                                                         |
|               | Aujourd'hui, en 2025, la villa Zilveli n'est plus qu'un tas de gravats. |

## Population
Au début des années 2010, environ 1 200 personnes y vivent, avec une surreprésentation d'architectes et d'artistes. Parmi les habitants actuels ou passés : le designer Jean-Paul Goude, l'acteur Clovis Cornillac, les cinéastes Jacques Audiard et Christophe Ruggia, le directeur de ballet à l’opéra Garnier Patrick Dupond, le designer australien Marc Newson, etc.

## Historique
Sur des estampes des XVIIe et XVIIIe siècles, on distingue plusieurs moulins, démolis probablement en 1778.  Comme les autres collines des Buttes-Chaumont, le site de la butte Bergeyre et son sous-sol sont exploités jusque vers 1850 par des carrières de gypse et de pierre. Lors de la construction du parc des Buttes-Chaumont, à la différence des autres buttes, la butte Bergeyre n'est pas aménagée en espace vert et reste isolée après le percement de la rue Manin. Vers 1878, l'homme politique Émile Bin, proche de Georges Clemenceau, ouvrit un « historiama », lieu de récit historique.

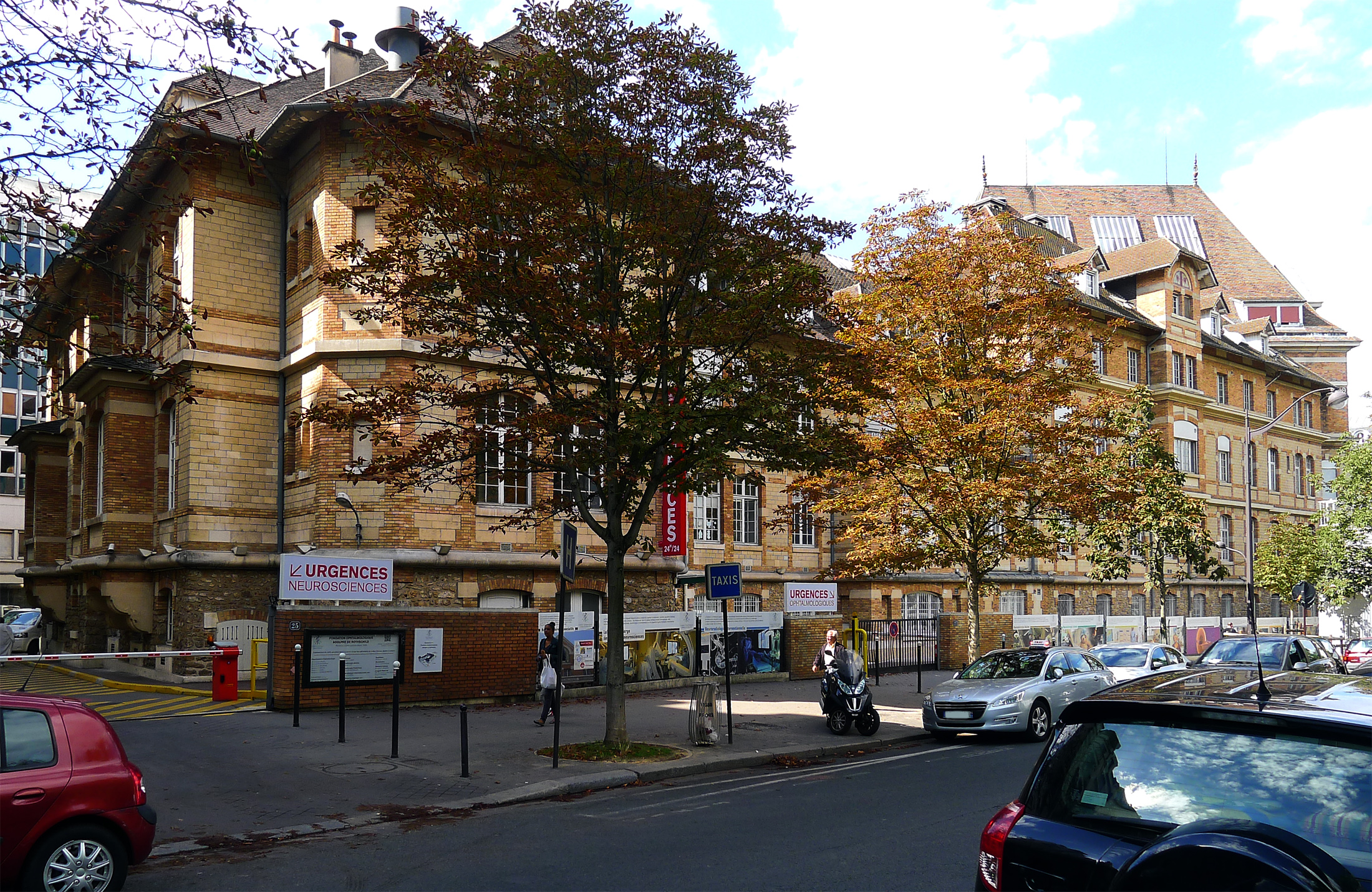
Vue de la fondation ophtalmologique depuis la rue Manin ; la butte Bergeyre est accessible à gauche de celle-ci par un escalier.

Peu après 1900, la baronne Julie de Rothschild, veuve du baron Adolphe de Rothschild, fait construire la fondation ophtalmologique qui porte son nom en contrebas de la butte, à l'angle de la rue Manin et de l'avenue Mathurin-Moreau. Vers 1908, le versant opposé de la butte voit arriver un parc d'attraction, les Folles Buttes, exploité par la Société d’exploitation d’attractions parisienne. Le site reçoit aussi des spectacles de music-hall et de théâtre, un restaurant et un bal ainsi qu'un cinéma de plein air, Le Cinéma champêtre. Après-guerre, on construit des courts de tennis, des garages automobiles et une crèche municipale.

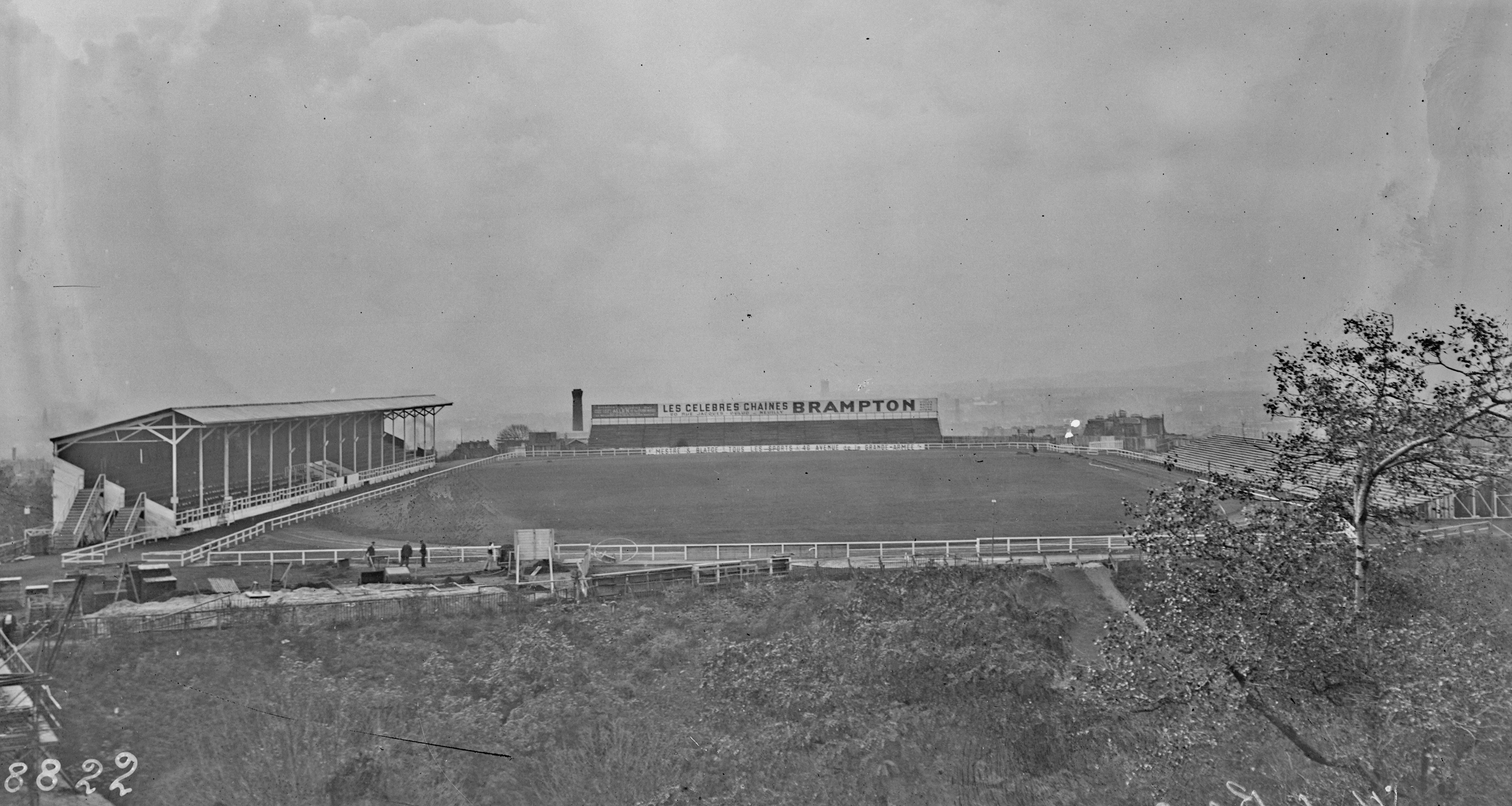
Le stade Bergeyre en 1922.

La butte Bergeyre doit son nom au stade Bergeyre, inauguré en août 1918 et ainsi nommé en hommage à Robert Bergeyre, joueur de rugby à XV mort à vingt ans lors de la Première Guerre mondiale, au cours des combats du 22 août 1914, qui s'avère par ailleurs être connu comme le jour le plus meurtrier de l'histoire de France (27 000 morts en une journée). En avril 1914, le Sporting Club de Vaugirard commence les travaux d'un stade de rugby sur les prés du centre de la butte. Interrompus par la guerre, les travaux reprennent ensuite. La première manifestation sera une rencontre internationale d’athlétisme, le Meeting des champions alliés, le 18 août 1918.
En 1926, le stade est démoli. Le sol instable du stade nécessite d'onéreux et fréquents travaux de consolidation que le Sporting Club de Vaugirard finit par ne plus pouvoir financer. En 1924, il est question de le fermer en même temps qu’est négociée l'absorption du club par le Red Star. Le terrain voit encore se dérouler des rencontres en 1925 mais il est vendu en avril 1926 par la famille de Gaston François-Sigrand au lotisseur immobilier Charles Pélissier. Son plan de division en 220 lots reçoit l'accord du préfet en août 1926, assorti d’un cahier de charges relatives à la sécurisation du sous-sol. La vente des lots débute mi-1927. La meneuse de revue Joséphine Baker est en 1928 la marraine de l’inauguration des premiers logements. Pélissier et son associé Stern au sein de la Société générale parisienne immobilière édifient à leur compte en 1930 les immeubles ceinturant la butte du 1 au 17, rue Manin et du 50 au 62, avenue Simon-Bolivar (nos 50-62). Les constructions se poursuivent malgré un glissement de terrain en février 1931. Le parc des Folles Buttes semble encore actif en 1925 mais abandonné avant 1933, sur le terrain vague où s'amusa Mouloudji.
En cavale, l’écrivain Henri Calet achève rue Edgar-Poe son premier roman, La Belle Lurette, publié en 1935. Fuyant le régime de Mussolini, le secrétaire général du Parti socialiste italien Pietro Nenni s'installe au 22, rue Rémy-de-Gourmont de 1931 à 1940. Pierre Naville, écrivain compagnon du surréaliste André Breton et sociologue trotskiste, résida au 6 de la rue Georges-Lardennois au milieu des années 1930. Le peintre et décorateur Maurice Lederlé (1887-1988) y construit sa maison-atelier au 5 de la rue Philippe-Hecht. Son confrère néo-réaliste Georges Pacouil (1903-1997) habita vers 1936, au no 6. Ami de Pablo Picasso, l’aquarelliste et lithographe Lucien Desmedts (1919-1993) se fixa plus tard au no 1. L'aquarelliste Pierre Berjole (1897-1990) s'installe au no 18 de 1929 à 1943.
L'activité commerciale a ensuite disparu. Il ne reste que l’Utopicerie, siège de l’association des habitants de la butte Bergeyre, qui permet l'organisation de diverses activités. Par le passé, un débit de boissons se tenait à l’angle des rues Barrelet-de-Ricou et Edgar-Poe et dans cette dernière, un magasin proposait des articles de ménage. Le restaurant Au village était situé au 18 de la rue Rémy-de-Gourmont sur l'emplacement de l'actuelle clinique et un marchand de couleurs prenait place au 84, rue Georges-Lardennois face à un salon de coiffure.
Le 11 novembre 2011, le maire de l'arrondissement Roger Madec et le président de l’association des habitants de la Butte dévoilent une plaque face au jardin rendant hommage à Robert Bergeyre, qui donna son nom au lieu.
Un jardin partagé a été créé en 2002.

## Représentation dans les arts et la littérature

### Photographie

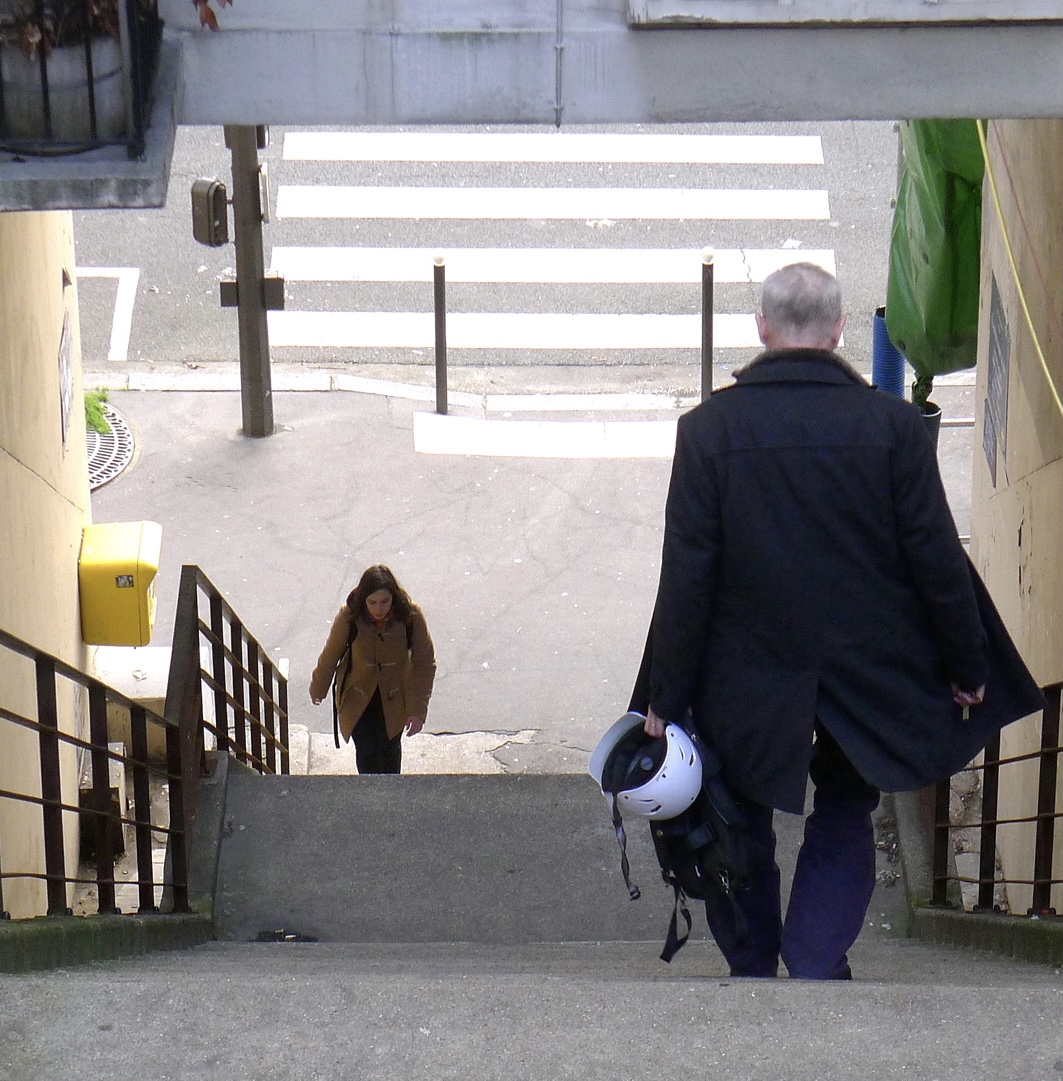
L'escalier immortalisé en noir et blanc par le photographe Willy Ronis en 1950.

Le photographe Willy Ronis (1910-2009) prend en 1950 une photographie aujourd'hui célèbre de l'avenue Simon-Bolivar vue d'un escalier qui descend de la butte. Le contraste est saisissant entre le cheval d'un Paris révolu et la modernité des feux tricolores : 
| Image externe |                                            |
|               | La photographie originale de Willy Ronis.. |

« Cette photo, je l’ai faite en 1950. J’étais là, dans cet escalier, j’attendais quelque chose, parce que je voulais qu’il y ait un peu de monde qui passe. À un moment donné, j’entends une voix de femme derrière moi, qui parlait à son enfant, qu’elle tenait dans ses bras. J’ai attendu qu’elle me dépasse, et miracle, miracle qui arrive quelquefois dans la photographie : quand elle est arrivée en bas, est passé cet attelage étonnant - car même en 1950 il n’y avait plus tellement d’attelages avec des chevaux. Et ce qui est amusant, c’est qu’il y a en même temps cet ouvrier municipal, qui en train de réparer ses feux tricolores, et des femmes qui promènent leurs enfants dans des poussettes derrière. Et puis le petit cordonnier qui parle avec le client. Et le petit chat noir, en bas de l’escalier. C’est une photo pleine d’histoires ! »

— Willy Ronis.

### Cinéma
- Le belvédère au bout de la rue Rémy-de-Gourmont est mis en scène par le cinéaste Maurice Delbez, dans son film Un gosse de la butte, même si l'action est censée se dérouler à Ménilmontant. Dans Inspecteur la Bavure, Claude Zidi filme Coluche en joueur de pétanque fanfaron sur l’emplacement de l’actuel jardin partagé.
- La butte Bergeyre accueille du 23 au 26 avril 2012 l’équipe de Michel Gondry pour le tournage du film L’Écume des jours, adaptation du roman de Boris Vian avec Romain Duris, Audrey Tautou et Omar Sy[15].
- Une scène de la série télévisée Vernon Subutex, tirée des romans de Virginie Despentes et produite par Canal +, y a été tournėe.

### Littérature
Outre Mouloudji et Henri Calet, la butte Bergeyre inspira des auteurs fort divers :
- Denise François y situe son ouvrage L'Auberge du Grand Balcon[18] ;
- Angelo Rinaldi évoque l'Hôtel Lardennois[8] dans La Confession dans les collines[19] ;
- Virginie Despentes situe une grande partie de l'action de son roman Vernon Subutex, 2[20] sur la butte Bergeyre, qui devient le refuge du personnage principal devenu SDF. Une scène de la série télévisée Vernon Subutex, tirée de ses romans et produite par Canal +, y a également été tournėe.
- Christophe Pradeau consacre plusieurs pages de son roman Les Vingt-quatre Portes du jour et de la nuit, Verdier, 2017, à la Butte Bergeyre.

## Accès
Les stations de métro les plus proches sont, à l'ouest, Colonel Fabien, sur la ligne 2 et au nord Bolivar, sur la ligne 7 bis.